# Казахстан баспасози
Казахстан баспасози (каз. Қазақстан баспасөзі, «Печать Казахстана») — печатный орган отдела пропаганды ЦК Компартии Казахстана. Освещал проблемы республиканской печати и издательств. В 1957—1959 годах — газета, в 1960—1962 годах — журнал. С 1962 прекратил существование.